# Čakan

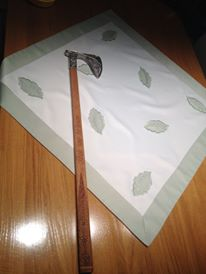
Chodský čakan

Čakan (také čakana) je příruční zbraň v podobě sekery kombinované s kladívkem, popř. hákem na straně proti ostří na dlouhé násadě (až 2 metry). Tato násada bývá v horní části u sekerky bohatě pobita ozdobnými hřeby, v dolní části je obvykle zakončena kovovým hrotem (jako bývá na holích). 
Samotná sekerka se vyznačuje bohatou rytinou, vycházející z lidových vzorů. Čakan používala v dávných dobách chodská stráž při obraně hranic království a dodnes zůstává doplňkem tradičního mužského chodského kroje.

## Nástroj
Čakanem může být označováno ve strojnictví i razidlo k ručnímu ražení pomocí kladívka.
Rytci kovů tímto názvem označují nástroje pro modelování plastiky v kovu. Tyto nástroje mohou mít tvar jak kruhu, tak obdélníku, trojúhelníku apod. Plocha, kterou se kov modeluje, je zdrsněná pomocí smirku.